# Hoe (Koreaans gerecht)

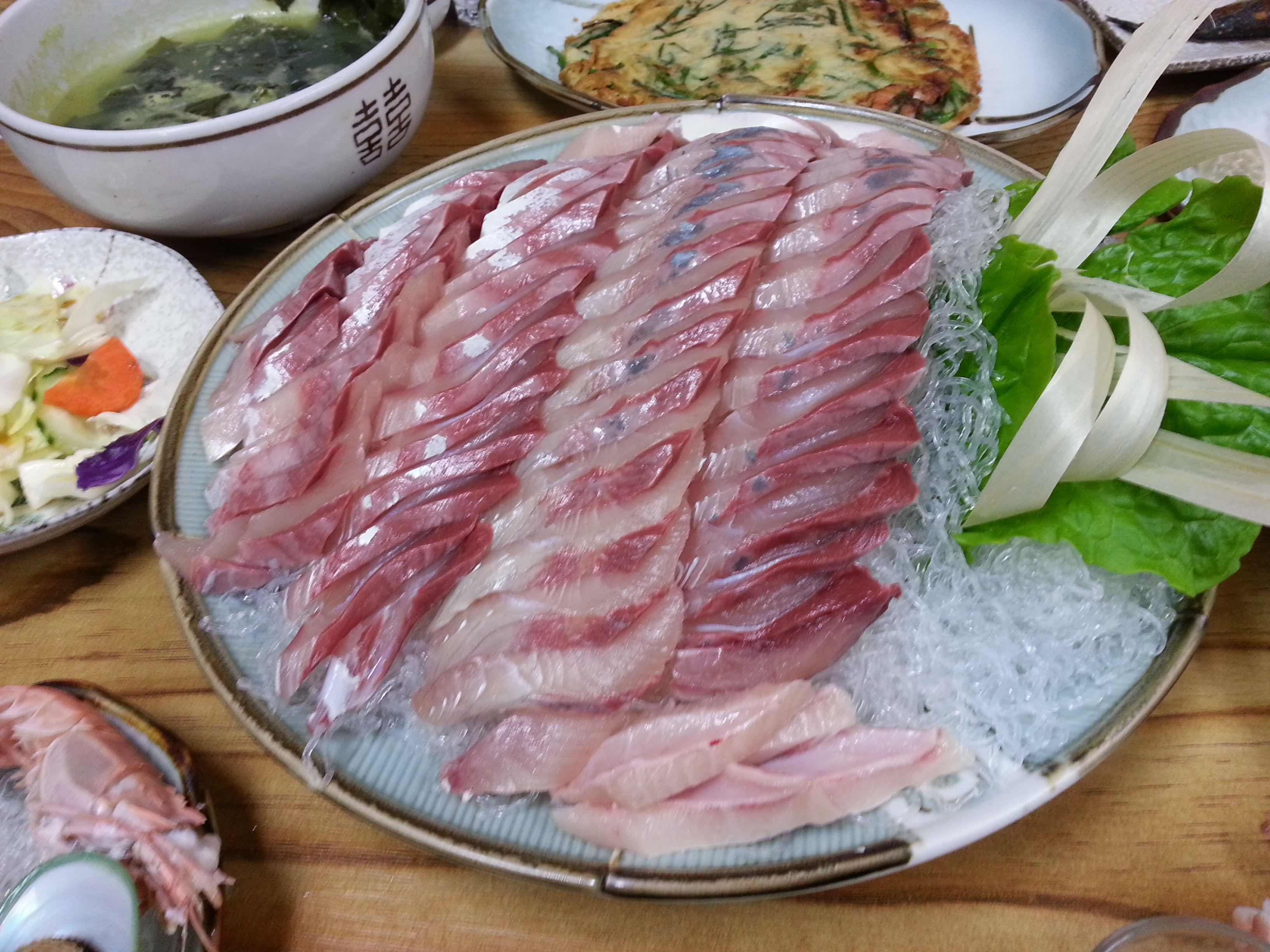
Bangeo-hoe (geelvinmakreel)

Hoe (uitgesproken als hwe) is een verzamelnaam voor gerechten in de Koreaanse keuken waarbij rauw vlees wordt gegeten.

## Variaties

### Saengseon hoe
Hoe bereid met rauwe vis wordt saengseon hoe (생선회, saengseon is vis) genoemd en kent veel overeenkomsten met de sashimi uit de Japanse keuken.
Saengseon hoe wordt vaak gegeten in combinatie met een hete dipsaus op basis van gochujang, chogochujang (초고추장) genoemd, ssamjang (쌈장), of wasabi. Hierbij wordt de vis vaak gewikkeld in een slablad of de bladeren van een andere bladgroente. Het gerecht wordt vaak opgediend op een bedje van dang myeon (cellofaannoedels), dit om het gerecht er mooier uit te laten zien. De noedels worden dus niet gegeten.
Na het eten van saengseon hoe wordt vaak maeuntang (매운탕, letterlijk 'hete soep') genuttigd. Aan deze pittige soep op basis van vissenkoppen en diverse groenten kan eventueel de overgebleven rauwe vis worden toegevoegd.

### Yuk hoe
Hoe bereid met rauw vlees wordt Yukhoe (육회) genoemd. Het bestaat meestal uit rundvlees gemarineerd in sojasaus, sesamolie en rijstwijn. Het wordt vaak geserveerd met een rauw ei.

### Gan hoe
De derde soort hoe wordt gemaakt van runderlever en wordt gan hoe (간회) genoemd. De lever wordt geserveerd met een saus van sesamolie en zout.